# Buddha (album)
Buddha to demo album grupy punk rockowej Blink-182 z 1993 roku.

## Spis utworów
1. Carousel
2. TV
3. Strings
4. Fentoozler
5. Time
6. Romeo & Rebecca
7. 21 Days
8. Sometimes
9. Point of View
10. My Pet Sally
11. Reebok Commercial
12. Toast & Bananas
13. The Girl Next Door
14. Don't